# アントン・ヴェーベルン
アントン・フリードリヒ・ヴィルヘルム・フォン・ヴェーベルン（Anton Friedrich Wilhelm von Webern, 1883年12月3日 - 1945年9月15日）は、オーストリアの作曲家、指揮者、音楽学者。ウェーベルンとも書かれる。
シェーンベルクやベルクと並んで新ウィーン楽派の中核メンバーであり、なおかつ20世紀前半の作曲家として最も前衛的な作風を展開した。このため、生前は顧られる機会がほとんどなかったが、戦後の前衛音楽勃興の中で再評価され、世界的に多くの作曲家に影響を与えた。

## 生涯
オーストリア＝ハンガリー帝国の首都ウィーンに生まれる。ヴェーベルン家はクロアチアなどに領地を所有する貴族の家庭で、正式の名はアントン・フリードリヒ・ヴィルヘルム・フォン・ヴェーベルン（Anton Friedrich Wilhelm von Webern）であるが、作曲者自身はミドルネームを公式には使わず、1918年には（おそらく厭戦的な気分やオーストリア帝国崩壊を受けて）、貴族のみに許された"von"を姓から外した。
父親は成功した鉱山技師として、オーストリア帝国各地を転々としており、このためヴェーベルンは少年時代をグラーツやクラーゲンフルトなどに過ごす。音楽を愛好する家庭環境に育ち、1902年よりウィーン大学でグイード・アドラーに音楽学を師事し、ハインリヒ・イザークの《コラリス・コンスタンティヌス》に関する論文を提出して学位を得た。古楽のポリフォニー様式への関心が、後のヴェーベルン自身の作風に大きな影響を与えていよう。
1904年からシェーンベルクに師事して作曲修行を続け、1908年に《パッサカリア ニ短調》作品1によって独立を許された。シェーンベルク門下のベルクは、その後のヴェーベルンの音楽活動において影響を及ぼしている。音楽家として独立してからは、イシュルやテプリツ、ダンツィヒ、シュテッティーン、プラハなどで指揮者として活動し、それからウィーンに戻った。第一次世界大戦後は、シェーンベルクを輔佐して私的演奏協会を設立。1922年から1934年までウィーン労働者交響楽団の指揮者を務め、BBC交響楽団にも定期的に客演を続けた。盟友ベルクが1935年に急逝すると、遺された《ヴァイオリン協奏曲》のイギリス初演で指揮を執った。その模様は、初演のヴァイオリニストルイス・クラスナーにより録音され、2度にわたってCDに復刻されている。
1938年にナチス・ドイツによりオーストリアが吸収合併されると、ヴェーベルンの音楽は「頽廃音楽」「文化的ボルシェヴィズム」の烙印を押され、演奏活動で生計を立てることは困難になった。このため、契約先であるウニヴェルザール出版社の編集人や校閲係を引き受けざるを得なかった。1945年に、終戦後に作曲活動を再開する思惑から、ウィーンを去ってザルツブルク近郊のミッタージルの娘の家に避難。しかし、娘婿が元ナチ親衛隊で、当時は闇取引に関与していたのが落とし穴となる。同年9月15日、喫煙のためにベランダに出てタバコに火をつけたところを、オーストリア占領軍の米兵により、闇取引の合図と誤解され、その場で射殺されたのである。

## 作風
ヴェーベルンは寡作家であり、生前に出版された作品は、わずか31曲しかない。ピエール・ブーレーズが監修・指揮したヴェーベルン全集のCDは、作品番号のない作品を含めてさえ、ディスク6枚分で間に合っている。しかしながらヴェーベルンの後進への影響は大きく、とりわけ戦後の前衛音楽への影響は濃厚であった。後期作品は十二音技法が使われ、密度の薄い音響体と冷たい情感が特徴的だが、緻密に構成され、凝縮され、それでいて明晰な構造を持ち、音高以外の要素も組織的に扱おうとする傾向が見られるなど、トータル・セリエリズムの前兆とみなすこともできる。これがブーレーズやシュトックハウゼンなどに影響を与えている。一方、ケージは、ヴェーベルンの独自な時間感覚やリズム構成をとらえて、「音楽の神髄とは間合いと呼吸にあることを教えた作曲家である」という趣旨の発言をしている。ストラヴィンスキーは、シェーンベルクと互いの作曲姿勢に反発し合ったにもかかわらず、秘書で指揮者のロバート・クラフトの手引きで十二音技法に精通するようになってからは、ヴェーベルンへの傾倒のもとに自らの晩年様式を開花させていった。
ある程度の長い経歴を持つ作曲家がそうであるように、ヴェーベルンは時期ごとに音楽を変化させていった。それでもなお、次のような特徴を挙げることができる。
- あらゆる音符が明晰に聞き分けられるほど、非常に簡素な響きのテクスチュア
- 念入りに選び出された音色
- 実に事細かな演奏者への指示
- 特殊奏法の頻繁な利用（管楽器のフラッタータンギングや弦楽器のコル・レーニョ奏法など）
- しばしば長7度音程を越える旋律の跳躍
- 作品の極度の短さ （2分にも満たないチェロ・ソナタや、10分程度の交響曲など）
- 作品名の簡潔さ、そしてそのほとんどは副題を持たない

シェーンベルクに入門してから完成させた最初の作品が、管弦楽のための《パッサカリア ニ短調》作品1（1908年）である。構成的には、ブラームスの《交響曲第4番》フィナーレの前例に倣っているが、和声的に見ると進歩的で、オーケストレーションは尊敬していたブルックナーやマーラーの影響が認められるものの、個性的になっている。また、変奏される主題には、お互いに逆行形の反行形を成している部分があり、この主題が弦のピツィカートによって途切れ途切れに提示されるなど、後期作品を彷彿とさせるものがある。パッサカリアは古い音楽形式のひとつであり、後にヴェーベルンが見せた古い音楽形式への関心（たとえば《交響曲》や《弦楽三重奏曲》にみられるカノンの利用）の萌芽が見出される。
作品3の《5つの歌曲》（1909年）以降の作品でヴェーベルンは無調を用いている。無調期の作品では、《弦楽四重奏のための5つの楽章》作品5（1909年）や、《管弦楽曲のための6つの小品》作品6（1910年）などが比較的よく演奏される。《管弦楽のための5つの小品》作品10（1913年）などによって極限にまで短く凝縮された音楽は、《4つの管弦楽歌曲》作品13（1918年）あたりからさらに複雑さを極めてゆくようになる。十二音技法を用いた最初の例は、《3つの宗教的民謡Drei geistliche Volkslieder 》作品17（1925年）で、これ以降の作品はすべて十二音技法で作曲された。器楽曲でその最初の例は、《弦楽三重奏曲》作品20（1927年）である。つまり《弦楽三重奏曲》は、12音技法に伝統的な楽式を融和させようとした最初の試みといってよい。《交響曲》作品21（1928年）に至って作風に変化が現れ、《弦楽三重奏曲》までの極度の複雑さに変わり、簡素な明瞭さが現れるようになる。
ヴェーベルンの音列技法は、しばしば非常に手が込んでおり、12の音列のうち4音ずつのグループが形作られ、3つのグループが互いに互いの変形であるかのように関連づけられている。ヴェーベルン作品の統一感はそこにあるが、しばしば音列の旋律線は、より細かく分断されて、一つ一つの音が別々の楽器の音色をまとわされている。
ヴェーベルンの最後の作品群は、作曲様式における新たな発展の可能性を暗示している。たとえば、親交を結んでいた女性詩人ヒルデガルト・ヨーネの詞による2つのカンタータは、以前の作品よりも大きなアンサンブルを採用しており、所要時間が長くなり（第1番は9分、第2番は16分）、響きの密度はいくぶん濃密である（ヴェーベルンの晩年の声楽作品は全て彼女の詞による（他には作品23、25、26がある））。音列作法はより単純で、盛期作品に認められる音列の内的な動機的連関は見いだされない。突然の不幸な事故死により、ヴェーベルンが《カンタータ第2番》作品31（1943年）の後に、新しい方向に沿ってどこに辿り着こうしていたのかを見定めることは、誰にもできなくなった。図形による作曲も考案していたと伝えられるが、証拠は残っていない。

## エピソード
- フィラデルフィアでの《交響曲》作品21の初演で演奏が終わった後、聴衆は反応に困って笑い出して作曲者の泣き声を覆い隠してしまった[2]。
- ベルクの《ヴァイオリン協奏曲》では、バルセロナにおける世界初演を指揮することになっていたが、リハーサルの最中に神経が高ぶって逐電し、ヘルマン・シェルヘンと交代を望むと言ってスペインを後にした。亡き友のことを思い出し、練習できるような状態ではなかったのであった[3]。
- 新ウィーン楽派の中心3人のうちで、唯一のカトリック[4]。しかも熱心な信仰者で神秘主義者でもあり、作品のいくつかは霊的な動機や霊感から作曲されている。
- ナチス政権への親近感から、弾圧されながらも亡命の道を選ばなかった。「自分ならば、ヒトラーに十二音音楽の意義を納得させることができる」とすら考えていたらしい。晩年は親しい神父に、「子供がコンパスと定規を使って作曲する日が来るのも、決して遠いことではない」と語って驚かれた。

## 主要作品
シェーンベルクに入門する前後に独力で書かれた初期作品は、後期ロマン主義音楽の様式を採っている。これらは生前には出版されず、そのため作品番号さえ付けられなかった。それにもかかわらず、研究者ハンス・モルデンハウアー（1906年 - 1987年）によって公開され、出版されると、現在しばしば演奏・録音されるヴェーベルン作品となった。大管弦楽のための牧歌《夏の風の中で Im Sommerwind 》（1904年）や《弦楽四重奏のための緩徐楽章》（1905年）がその代表であり、後者にはブラームスの影響が見られる。

### 作品番号つきの作品
- 管弦楽のための《パッサカリア》作品1 （1908年）
- 弦楽四重奏のための《5つの断章》作品5 （1909年）
- 管弦楽のための《6つの小品》作品6 （初版：1909-10年、改訂版：1928年）
- 管弦楽のための《5つの小品》 作品10 （1911-13年）
- ピアノとチェロのための3つの小品, 作品11 （1914年）
- 交響曲 作品21 （1928年）
- ピアノのための変奏曲 作品27 （1936年）
- 管弦楽のための変奏曲 作品30 (1940年)

### 作品番号なしの作品
- 《管弦楽のための牧歌『夏風の中で』》 Bruno Willeの詩による大オーケストラのための作品(1904)
- 弦楽四重奏のための《緩徐楽章(Langsamer Satz)》(1905)

### 編曲作品
- バッハ：『音楽の捧げもの』BWV1079から「6声のリチェルカーレ」（オーケストラ編曲）
- F.シューベルト『ドイツ舞曲』(1932)：1824年作曲の同名のシューベルトの作品のオーケストラ編曲[5]